# موریانه‌های نم‌چوب
موریانه‌های نم‌چوب (نام علمی: Termopsidae) نام یک تیره از شاخه بندپایان است.